# 穆罗姆区
穆罗姆区（俄语：Муромский район）是俄罗斯联邦弗拉基米尔州下辖的一个区，其行政中心为穆罗姆。据2016年统计，该区的人口为16025人。